# Ръкопис, намерен в Сарагоса
 Тази статия е за романа.  За филма вижте Ръкопис, намерен в Сарагоса (филм).  
„Ръкопис, намерен в Сарагоса“ (на френски: Manuscrit trouvé à Saragosse) е роман на полския писател Ян Потоцки. Включва множество преплетени истории с готически, пикаресков, еротичен, исторически, етически и философски характер, развиващи се в Испания от началото на XVIII век.
Потоцки публикува началото на романа през 1805 година, а следващите части продължава да пише до смъртта си през 1815 година, като текстът остава недовършен. Публикуван е за пръв път през 1847 година в полски превод от френския оригинал на автора.
На романа е базиран филмът на Войцех Йежи Хас „Ръкопис, намерен в Сарагоса“ („Rękopis znaleziony w Saragossie“, 1965).